# سبورتس مارك
سبورتس مارك (Sportsmark) هو مخطط معتمد من مجلس الرياضة الإنجليزي (Sport England) للمدارس الثانوية. ويرتكز هذا المخطط على عدد ساعات ممارسة الرياضة في المدرسة.
يتم إهداء جوائز سبورتس مارك للمدارس الثانوية كمكافأة على ممارسة الرياضة والتربية البدنية. ويجرى حاليًا دراسة هذه الجوائز بالمشاركة مع جوائز أكتيف مارك للعمل على شراكة رياضية جديدة. وعندما تم تقديم السياسات المتعلقة بهذا الخصوص، أصبح هناك استثمار بسيط آخر في الرياضة المدرسية. ففي إنجلترا، عند منح مدرسة أو كلية اعتماد سبورتس مارك، يكون ذلك لحصولها على مركز متخصص.